# 艾倫縣 (印第安納州)
艾倫縣（英語：Allen County）是美国印第安纳州東北部的一個縣，東鄰俄亥俄州，面積1,710平方公里。根據2020年美國人口普查，共有人口38萬5,410人。縣治韋恩堡（Fort Wayne）。該縣成立於1824年4月1日，縣名紀念肯塔基州參議員、於1812年戰爭戰死的约翰·艾伦。